# Mohammed Debbouze
Pour les articles homonymes, voir Debbouze.
 Mohammed Debbouze, dit Momo Debbouze, né en 1976 à Paris (France), est un acteur franco-marocain. Il est le frère cadet de Jamel Debbouze.
Momo Debbouze est responsable partenariats du festival Marrakech du rire, directeur associé du Jamel Comedy Club.

## Biographie
Mohammed Debbouze naît à Paris au sein d'une famille originaire de la ville marocaine de Taza, dans les montagnes du Rif. Ses parents habitent Paris, s'établissent au Maroc, à Casablanca, en 1976, et passé deux ans, retournent à Paris, cette fois dans le 18e arrondissement, puis habitent Trappes dans les Yvelines à partir de 1983, où grandit Momo Debbouze au sein d'une fratrie de cinq (Jamel, Hayat, Karim, Rashid et Nawel).

## Filmographie

### Cinéma
- 1999 : Le Ciel, les Oiseaux et... ta mère ! de Djamel Bensalah : le client du café
- 2002 : Astérix et Obélix : Mission Cléopâtre d'Alain Chabat : le vendeur de Sphinx
- 2002 : Le Boulet d'Alain Berbérian et Frédéric Forestier : un maton
- 2006 : Indigènes de Rachid Bouchareb : Djella
- 2011 : Les Mythos   de Denis Thybaud : Bachir

### Télévision
- 1998-2002 : H,  Canal+